# Hermann Paull
Hermann Paull (* 15. Dezember 1867 in Melle; † 6. Oktober 1944 in Karlsruhe) war ein deutscher Mediziner, städtischer Schularzt in Karlsruhe und Verfasser medizinischer Schriften.

## Leben
Hermann Paull wurde in Melle als Sohn des Senators Anton Paull und  Christine Wilhelmine Florentine Hoppe geboren. Nach dem Abitur 1887 am Gymnasium Georgianum in Lingen studierte er Medizin in Freiburg, Erlangen, Berlin und Rostock. Seit 1887 gehörte er der Freiburger Burschenschaft Alemannia an. In Freiburg promovierte er 1893 über die Digitalis purpurea und das Digitalinum verum (= Digitalin). Er ließ sich 1897 in Karlsruhe nieder, nachdem er vorher Arzt in Engen war. Dort war er später ärztlicher Leiter der Anstalt für physikalische Heilmethoden. Paull war Gründungs- und Hauptvorstandsmitglied des 1917 in Karlsruhe gegründeten Bundes für deutsche Familie und Volkskraft. Er entwickelte sich in der Zeit des Nationalsozialismus zum Antisemiten und Verfechter der Rassenhygiene.

## Veröffentlichungen
- Die Frau : ein gemeinverständliches Gesundheitsbuch, Wien 1899
- Die Frau : ein gemeinverständliches Gesundheitsbuch für die moderne Frau, 3. verm. Aufl., Wien 1908
- Die Frau : ein neuzeitliches Gesundheitsbuch, Stuttgart 1920 (130.–136. Tsd. 1929)
- Die Frau. Vollständiges Aufklärungsbuch: Körperbau, Geschlechtsleben, Liebe, Mutterschaft, Krankheiten, Wechseljahre, neubearbeitet von Kurt Pollak, in: Stauffachers große Ratgeber, Band 1,  Zürich 1962
- Die Heilkräfte des Meeres. Hygienischer Führer für Meerreisende, Karlsruhe 1912
- Halte deine Jugend rein! Ein Mahnruf an die ins Leben tretenden jungen Männer, Stuttgart  1914, (26.–29. Tsd. 1929)
- Die neue Familie. Ein Beitrag zum Bevölkerungsproblem, Stuttgart 1916, in: Der Deutsche Krieg, Politische Flugschriften, Heft 70.
- Soldaten, hütet euch!: Ein Mahnwort an die Soldaten, Stuttgart 1916
- Deutsche Familie und Volkskraft, Vortrag, gehalten in der Gründungsfeier des Bundes für deutsche Familie und Volkskraft, Karlsruhe 1917
- Der Neuaufbau der Familie!, Karlsruhe, Bund für deutsche Familie u. Volkskraft, 1919
- Wir und das kommende Geschlecht. Ein Gespräch über Vererbung, Erziehung, Heirat, Familie, Volkstum und Gesetzgebung, Stuttgart 1922
- Ein ernstes Freundeswort, Berlin-Dahlem "Auf der Wacht" (Deutscher Verein gegen d. Alkoholismus) 1925
- Mein Weg zum Frieden : ein Bericht im Freundeskreise, in: Christliche Welt, Leipzig 1926.
- Auf der Wanderung zur heiligen Stadt. Lebenserinnerungen und Lebenserfahrungen, Greiner & Pfeiffer, Stuttgart 1927
- Die Lebenskrisis des deutschen Volkes : Geburtenrückgang, Fürsorgewesen und Familie, Berlin/Bonn 1930, in: Das Kommende Geschlecht, Band 4, Heft 4
- Krankenhäuser in drei Erdteilen, DMW – Deutsche Medizinische Wochenschrift, v33 n08 (19070201): 309–311
- Krankenhäuser in drei Erdteilen (Schluß aus No. 8.), DMW – Deutsche Medizinische Wochenschrift, v33 n09 (19070201): 349–350
- Deutsche Rassenhygiene : ein gemeinverständliches Gespräch über Vererbungslehre, Eugenik, Familie, Sippe, Rasse und Volkstum, Görlitz 1934, in: Sippenbücherei, Bd. 2–3
- Das Buch vom Mann, Stuttgart 1938
- Der Mann : ein vollständiges Aufklärungsbuch über den Mann. Körperbau, Geschlechtsleben, Krankheiten, Berufe, Freizeit, Sport, der Mann im Alter; neubearbeitet von Kurt Pollak, in: Stauffachers große Ratgeber, Band 8., Zürich 1970